# St. Maria (Bad Fallingbostel)

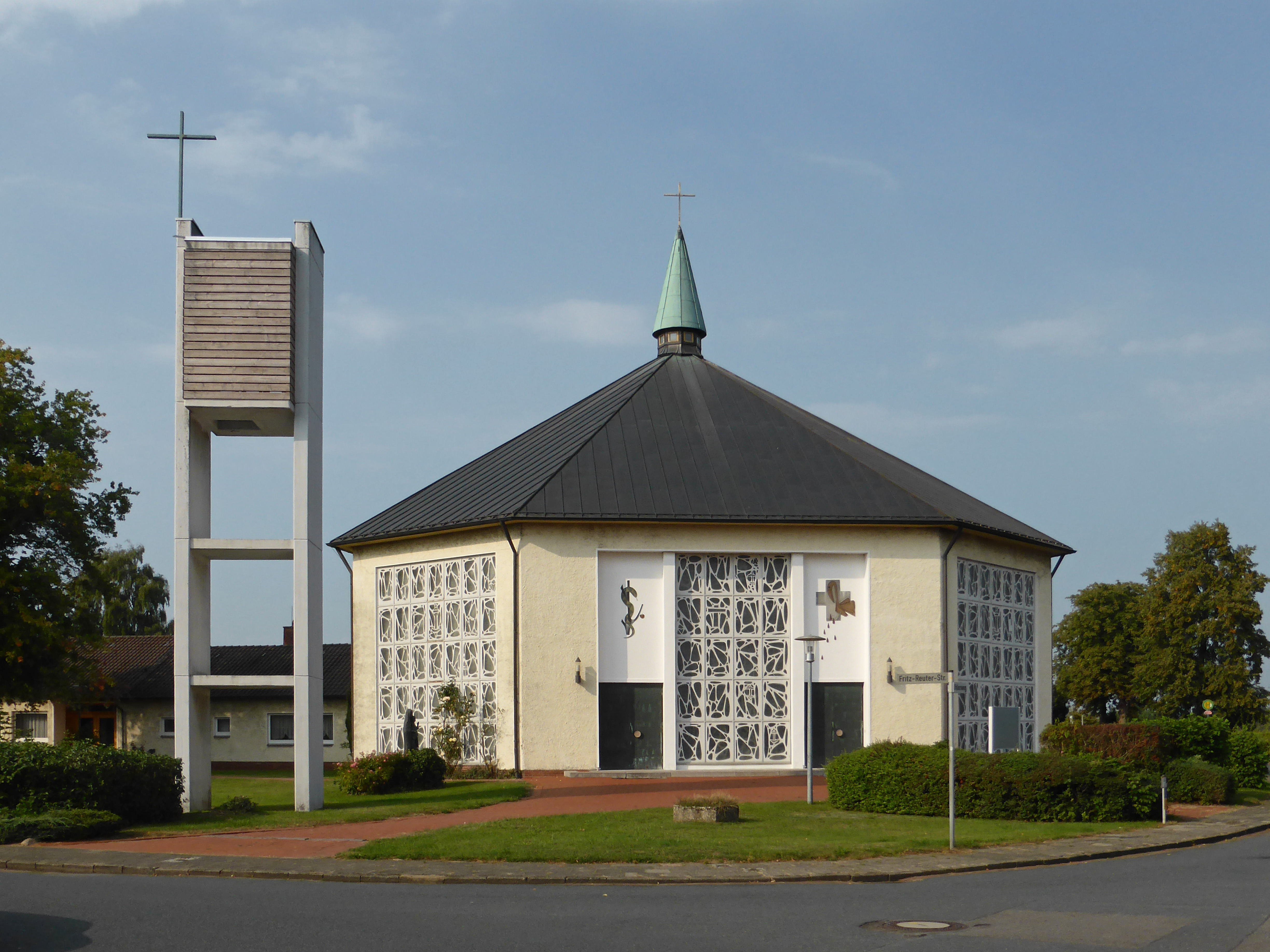
St.-Maria-Kirche von Südosten

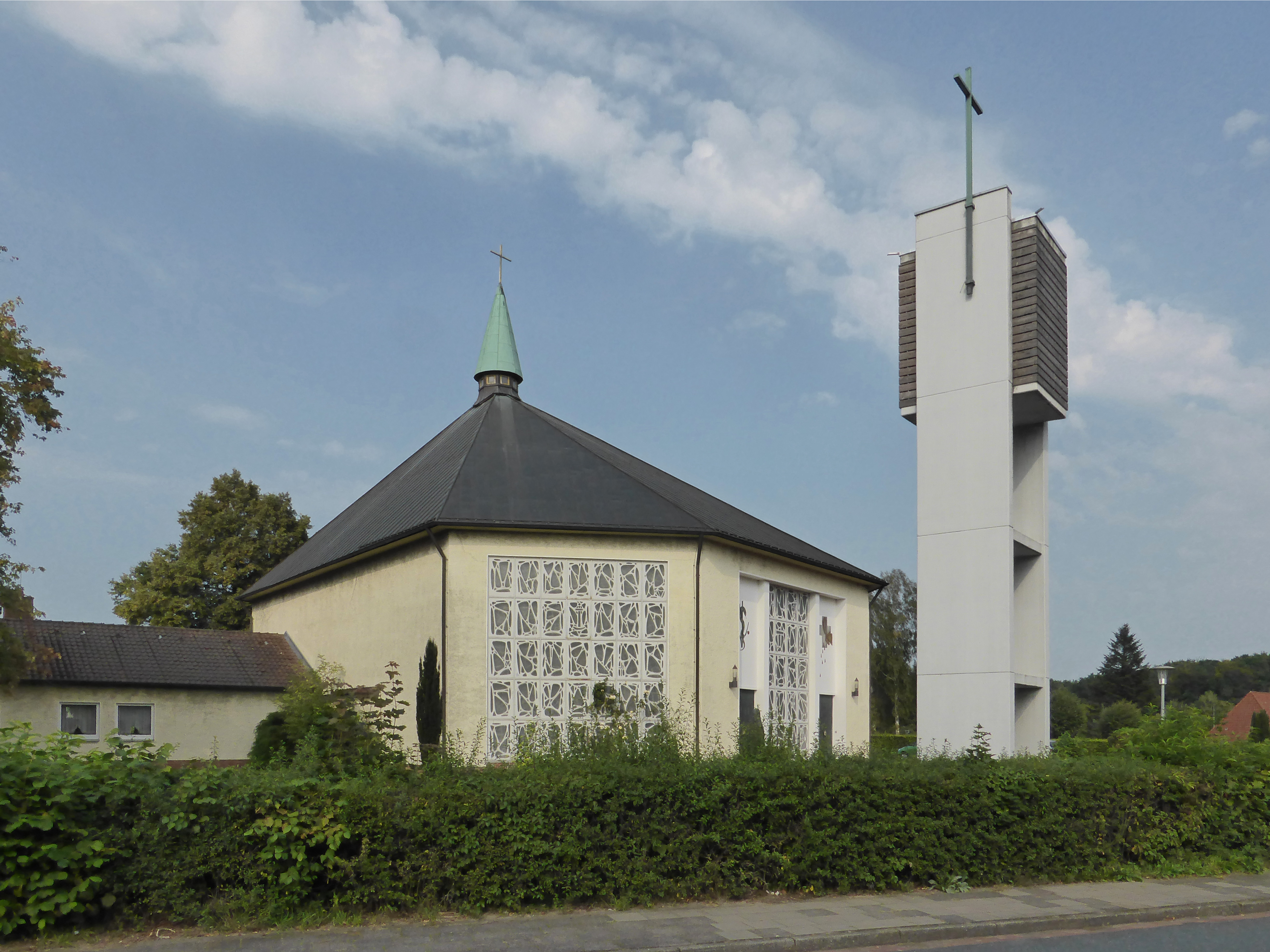
St.-Maria-Kirche von Südwesten

Die Kirche St. Maria, auch unter dem Patrozinium St. Maria von den Sieben Schmerzen bekannt, ist die römisch-katholische Kirche in Bad Fallingbostel, der Kreisstadt des Landkreises Heidekreis in Niedersachsen. Das nach der heiligen Maria benannte Gotteshaus ist eine Filialkirche der Pfarrkirche St. Maria in Walsrode und das südöstlichste Gotteshaus im Dekanat Verden (Aller) des Bistums Hildesheim.

## Geschichte
Im Herzogtum Braunschweig-Lüneburg, zu dem Fallingbostel damals gehörte, führte Ernst I. ab 1527 die Reformation ein. Dadurch wurden die Bevölkerung und die Kirche von Fallingbostel, die damals zum Bistum Minden gehörten, im 16. Jahrhundert protestantisch.
Im Zuge der Flucht und Vertreibung Deutscher aus Mittel- und Osteuropa 1945–1950 stieg die Zahl der Katholiken in Fallingbostel so stark an, dass die Gemeinde 1948 einen eigenen katholischen Seelsorger bekam. Bis zum Bau der heutigen Kirche diente eine Barackenkirche im Nachbardorf Oerbke, die in einer Holzbaracke des ehemaligen, 1939 eingerichteten Kriegsgefangenenlagers Stalag XI B eingerichtet worden war, für die Gottesdienste.
Unweit der Straße von Oerbke nach Fallingbostel, westlich des 1928 angelegten evangelischen Friedhofs von Fallingbostel, erfolgte am 15. August 1959 die Grundsteinlegung für die heutige Kirche. Am 18. September 1960 folgte die Kirchweihe. Die Kirche wurde unter Pastor Heinrich Hammer erbaut, der von 1952 bis 1967 Seelsorger von Fallingbostel war. Unter seinem Nachfolger Pastor Joachim Grzeschik, der von 1967 bis 1986 in Fallingbostel tätig war, wurde der Glockenturm erbaut. 1978 erfolgte die Erhebung der Kirchengemeinde Fallingbostel zur Pfarrgemeinde.
1990 erfolgte eine Umgestaltung des Altarraumes. Die Kirche bekam einen neuen Altar und einen neuen Ambo, der Tabernakel eine neue Stele. 2002 wurde die Ortsbezeichnung der Stadt Fallingbostel in Bad Fallingbostel geändert.
Zum 1. August 2004 wurde die Pfarrgemeinde St. Maria, Bad Fallingbostel aufgelöst und der Pfarrgemeinde St. Maria vom hl. Rosenkranz, Walsrode angeschlossen. Zur Pfarrgemeinde St. Maria vom hl. Rosenkranz, Walsrode gehören seitdem neben der Pfarrkirche St. Maria vom heiligen Rosenkranz in Walsrode und der Filialkirche St. Maria in Bad Fallingbostel auch die Kirchen Heilig Geist in Benefeld und Herz Jesu in Visselhövede als weitere Filialkirchen.

## Architektur und Ausstattung
Die Kirche steht südöstlich der Innenstadt von Bad Fallingbostel, an der Ecke Fritz-Reuter-Straße und Uhlenweg, und hat die Adresse St.-Marien-Platz 3.
Der Architekt Josef Fehlig, Leiter der Bauabteilung des Bistums Hildesheim, entwarf das Gotteshaus auf dem Grundriss eines unregelmäßigen Sechsecks. Sein Dach wird von einem Dachreiter bekrönt. Der freistehende Glockenturm wurde später zugefügt.
Die Kirche wird durch ein Portal an der Südseite erschlossen. Der Altarraum wird durch eine Kreuzigungsgruppe an der Rückwand dominiert, die noch aus der Anfangszeit der Kirche stammt. Der Ambo, der Altar und die Tabernakelstele sind Werke des ortsansässigen Steinmetzen Karl Kusber. Das Ewige Licht wird von einem Engel getragen, dieses Kunstwerk schuf der Bildhauer Josef Hauke. Vor einer Pietà, die 1968 in der Marienkapelle aufgestellt wurde, können Opferkerzen entzündet werden.